# A-636 (Spanje)
De A-636 of Autovía Beasáin-Vergara (Baskisch: Beasain-Bergara autobia) is een autovía in Baskenland. De snelweg vormt de verbinding tussen Beasain en Bergara over een afstand van 23 kilometer (20 kilometer autovía).